# Janina Bieniarzówna
Janina Bieniarzówna (ur. 24 maja 1916 w Krakowie, zm. 1 marca 1997 tamże) – polska historyk.

## Życiorys

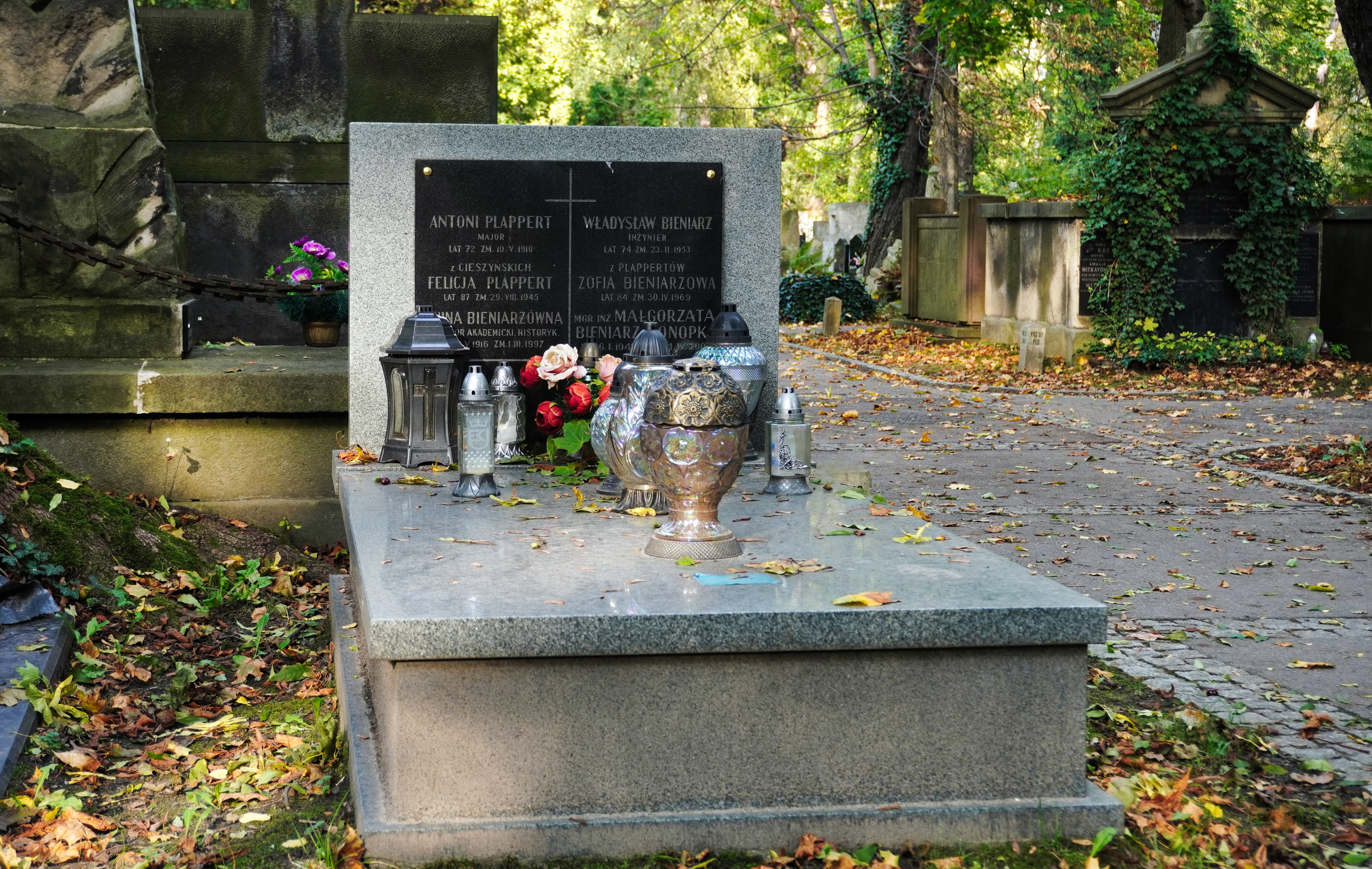
Grób prof. Janiny Bieniarzówny na Cmentarzu Rakowickim w Krakowie

Uczęszczała w latach 1927–1935 do Prywatnego Gimnazjum Żeńskiego Sióstr Urszulanek w Krakowie. Po uzyskaniu matury podjęła studia na Wydziale Filozoficznym Uniwersytetu Jagiellońskiego. Ukończyła je w 1945 roku. W trakcie okupacji niemieckiej była pracownicą Rady Głównej Opiekuńczej. W 1947 r. na podstawie dysertacji Społeczeństwo krakowskie w latach 1833–1846 uzyskała dyplom doktora filozofii. W 1958 r. została docentem, a tytuł profesora zwyczajnego otrzymała w 1985 roku.
W okresie powojennym do 1951 r. była pracownikiem naukowym Uniwersytetu Jagiellońskiego. W latach 1954–1960 (według Leksykonu profesorów AP) lub 1957–1961 (jak podaje Stanisław Ludwik Piech) zatrudniona była w Wyższej Szkole Pedagogicznej. W latach 1959–1986 była wykładowcą Wyższej Szkoły Ekonomicznej (od 1975 r. Akademii Ekonomicznej). Organizowała i pełniła funkcję pierwszego dziekana (przez trzy kolejne kadencje do 1991 roku) Katedry Historii Kościoła w Papieskiej Akademii Teologicznej, kierując równocześnie Katedrą Historii Kultury Religijnej. Z uczelnią tą związana była od momentu jej powstania aż do 1993 roku. Z okazji zakończenia pracy w PAT i przejścia na emeryturę Jan Paweł II wysłał Janinie Bieniarzównie list z osobistymi podziękowaniami. Współtworzyła czasopismo naukowe „Folia Historica Cracoviensia”, a w latach 1986–1997 należała do redakcji „Rocznika Krakowskiego”.
Członek korespondent Polskiej Akademii Umiejętności, członek honorowy Polskiego Towarzystwa Historycznego i Towarzystwa Miłośników Historii i Zabytków Krakowa, do którego zapisała się jeszcze w latach szkolnych. Współpracownik i autorka 103 haseł w Polskim Słowniku Biograficznym.  Od 1975 r. do śmierci była redaktorem serii wydawniczej „Biblioteka Krakowska”. Wypromowała pięciu doktorów. Oprócz działalności badawczej zajmowała się również pisarstwem popularnonaukowym. Jej popularna praca 500 zagadek historycznych doczekała się w latach 1958–1974 ośmiu wydań o łącznym nakładzie 240 tysięcy egzemplarzy.
Została pochowana na cmentarzu Rakowickim w Krakowie (kwatera PAS 53-płd-wsch-narożnik).

## Główne publikacje
- Z dziejów liberalnego konspiracyjnego Krakowa, Kraków 1948
- Walka chłopów w kasztelanii krakowskiej, Warszawa 1953
- 500 zagadek historycznych (1958 i wiele kolejnych wydań)
- 400 lat reformacji pod Wawelem (1557–1957), Strażnica Ewangeliczna, Warszawa 1958 (współautor: Karol B. Kubisz)
- Dzieje ziemi krakowskiej w wypisach, PZWS Warszawa 1965 (współautor: Jan Marian Małecki)
- Dzieje Krakowa tom 3. Kraków w latach 1796–1918, Wydawnictwo Literackie, Kraków 1979 (współautor: Jan Marian Małecki) ISBN 83-08-00116-5
- Dzieje Krakowa tom 2. Kraków w wiekach XVI – XV, Wydawnictwo Literackie, Kraków 1984 (współautor: Jan Marian Małecki)
- Dzieje Krakowa tom 4, Wydawnictwo Literackie, Kraków 1997 (współautor: Jan Marian Małecki)

i wiele drobniejszych – publikowanych w Wydawnictwie Ossolineum i Wydawnictwie Literackim.

## Ordery i odznaczenia
- Krzyż Kawalerski Orderu Odrodzenia Polski (1974)
- Krzyż Zasługi (1973)
- Medal Komisji Edukacji Narodowej (1979)[4]

## Upamiętnienie
Jedną z ulic w Krakowie nazwano imieniem prof. Janiny Bieniarzówny.